# Lascobitoma weiri
Lascobitoma weiri es una especie de coleóptero de la familia Zopheridae.

## Distribución geográfica
Habita en el oeste de Australia.